# 베스티 (뉴스 프로그램)
베스티(러시아어: Ве́сти)는 전러시아 국립 텔레비전 및 라디오 회사의 뉴스 프로그램으로, 로시야 1, 로시야 24, RTR 플라네타, RTR 벨라루스(ru:РТР-Беларусь)에서 방송되고 있다.
베스티의 첫 방송은 1991년 5월 13일 월요일 17:00에 10분간 방송함으로 시작되었으며, 현재까지 방송되고 있다. 각 시간대 정보는 아래와 같다.

## 방송 프로그램
- 시간대는 모스크바 지역 편성을 기준으로 작성하였다.

베스티 우트로 (Вести Утро, 아침 뉴스)
동부판 (일요일~목요일, 21:00~00:00 30분 간격으로 생방송, 6:00~9:30 30분 간격으로 재방송, RTR 플라네타에 방송, 5분)
서부판 (월요일~금요일, 5:00~8:30 30분 간격으로 생방송, 5분)
진행 앵커 (동부): 베라 타라소바(Вера Тарасова), 올레크 톤코노크(Олег Тонконог)  (격주로 교대)
진행 앵커 (서부): 엘다르 바실리야(Эльдар Басилия), 인가 유마셰바(Инга Юмашева) (격주로 교대)
베스티 (Вести) (월요일~금요일, 11:00, 14:00, 30~35분), (일요일, 11:00(10분), 14:00(20분)
진행 앵커: 니콜라이 돌가체브(Николай Долгачев), 올가 메셰퍄코바(Ольга Мещерякова)
베스티 브  수보투(Вести в субботу, 토요 뉴스)
11:00(30분, 로시야 1), 14:00(30분, 로시야 1), 20:00(60~80분, 로시야 1), 23:00 (로시야 24)
진행 앵커: 세르게이 브릴료프(Сергей Брилёв)
베스티 17:00 (Вести в 17:00) (월요일~금요일, 17:00~17:55, 10분(1부), 45분(2부))
진행 앵커: 이고르 코제빈(Игорь Кожевин)
베스티 20:00 (Вести в 20:00) (월요일~금요일, 20:00, 1시간 45분)
진행 앵커: 안드레이 콘드라쇼프(Андрей Кондрашов), 마리야 시텔(Мария Ситтель), 에르네스트 마츠캬비추스(Эрнест Мацкявичюс), 타티야나 레메조바(Татьяна Ремезова) (2인 또는 1인으로 교대하여 진행)
베스티 네델리(Вести недели, 주간 뉴스) (일요일, 20:00(본방송, 로시야 1), 23:00(재방송, 로시야 24), 2시간)
진행 앵커: 드미트리 키셀료프(Дмитрий Киселёв)
베스티 23:00 (Вести в 23:00) (월요일~금요일, 23:00, 30~50분), 로시야 24에서만 방송.
진행 앵커: 막심 키셀료프(Максим Киселев)

## 같이 보기
- 로시야 1
- 전러시아 국립 텔레비전 및 라디오 회사